# اصلاحات فکری در جمهوری خلق چین

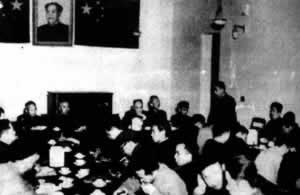
دانشگاهیان آکادمی علوم چین درباره «طرح مطالعاتی» برای تحول ایدئولوژیک بحث می کنند.

اصلاحات فکری در جمهوری خلق چین (چینی: 思想改造; پین‌یین: sīxiǎng gǎizào همچنین معروف به "تغییر چهرهٔ ایدئولوژیک" یا "اصلاحات ایدئولوژیک") کمپینی وابسته به حزب کمونیست چین بود با هدف ایجاد اصلاحات فکری شهروندان چینی. این کمپین در طی سال‌های ۱۹۵۱ الی ۱۹۵۲ تلاش کرد تا مارکسیسم-لنینیسم و مائو تسه تونگ اندیشه (مائوئیسم) را در ذهن مردم جا بیندازد. تکنیک‌هایی که به کار بسته می‌شد عبارتند از تلقین، "جلسات مبارزاتی، " تبلیغات انتقادی و انتقاد از خود و انواع مختلفی از تکنیک‌های دیگر.

## اصطلاحات
اصطلاح چینی sīxiǎng gǎizào (思想改造 به معنای اصلاح فکری) «بازسازی ایدئولوژیک» متشکل از کلمات sīxiǎng (思想) «; تفکر؛ ایده ایدئولوژی» و gǎizào 改造 «تبدیل؛ اصلاحات؛ remold; بازسازی؛ درست» است.
واژه مرتبط sīxiǎng gōngzuò (思想工作 کار فکری thoughtwork) «که با مفهوم آموزش و پرورش ایدئولوژیکی» با gōngzuò (工作) نیز مرتبط شده است. در کاربرد مدرن CCP، استفاده sīxiǎng gōngzuò «کار فکری» در واقع اصطلاح کم رنگ تری از همان عبارت sīxiǎng gǎizào «اصلاحات فکری» است.